# Corsendonk

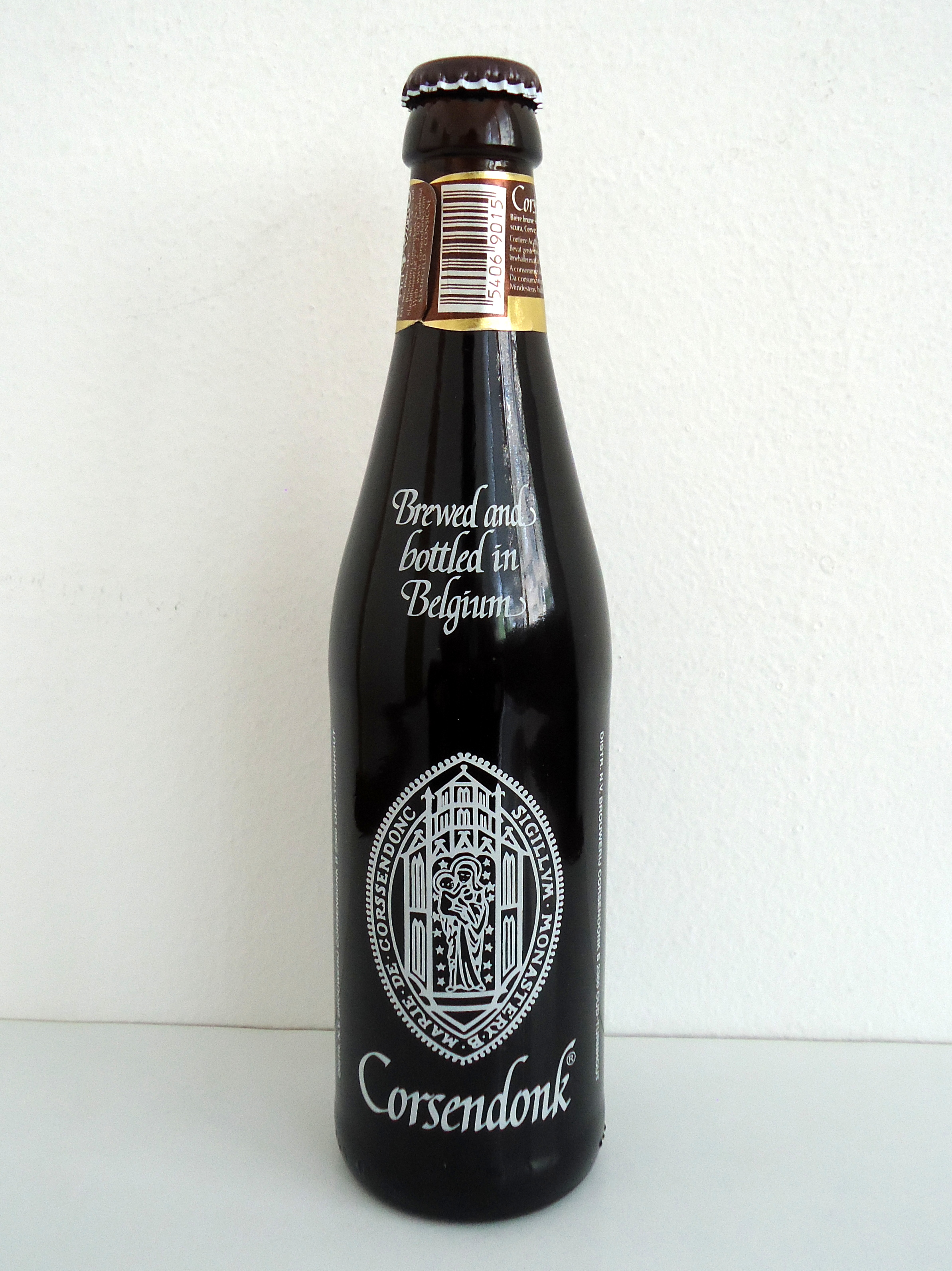
La Corsendonk Pater

La Corsendonk est une bière belge brassée par la Brasserie du Bocq à Purnode en province de Namur et distribuée par la brasserie Corsendonk à Vieux-Turnhout.

## Historique
Les bières Corsendonk sont des bières d'abbaye empruntant leur nom au prieuré de Corsendonk (en néerl. priorij van Corsendonk) un ancien monastère augustinien à Vieux-Turnhout. Ce prieuré, fondé en 1395 sur des terres données par Marie de Brabant, la fille du comte Jean III de Brabant, fut fermé d'autorité par Joseph II et ensuite démantelé (1784). L'incrustation sur verre représente la fondatrice du prieuré entourée de l'inscription Marie de Corssendonc Sigillum Monastery.
En 1982, à l'occasion du 125e anniversaire de la commune  de Vieux-Turnhout (en néerl. Oud-Turnhout), Jef Keersmaekers, petit-fils d'Antoine Keersmaekers qui avait fondé la brasserie Corsendonk en 1906, a lancé la 'Corsendonk Pater Noster' (maintenant appelée 'Corsendonk Pater') et l'Agnus Dei' (maintenant appelée 'Corsendonk Agnus').  Comme la brasserie Corsendonk n'était plus une brasserie de production depuis 1953, ces bières ont été brassées par d'autres brasseries dont la Brasserie du Bocq qui brasse actuellement toutes les variétés.

## Variétés
La Corsendonk se décline en 8 variétés commercialisées en bouteilles ne comportant aucune étiquette si ce n'est une languette autour du col:
- Corsendonk Agnus est une bière blonde triple titrant 7,5 % en volume d'alcool.
- Corsendonk Triple 11.11.11 est une bière à étiquette de la Corsendonk Agnus et commercialisée dans le cadre l'opération caritative belge 11.11.11.
- Corsendonk Pater est une bière brune double titrant 6,5 % en volume d'alcool.
- Corsendonk Christmas Ale est une bière brune de Noël de haute fermentation titrant 8,5 % en volume d'alcool.
- Corsendonk Blanche d'Ardenne est une bière blanche titrant 5 % en volume d'alcool.
- Corsendonk Rousse est une bière rousse titrant 8 % en volume d'alcool.
- Corsendonk Summum Goud Blond est une bière blonde titrant 8 % en volume d'alcool.
- Corsendonk Summum Roodbruin est une bière brune titrant 8 % en volume d'alcool.

Plusieurs variétés ne sont commercialisées qu'en fûts.
- Corsendonk Blonde est une bière blonde de haute fermentation titrant 6,5 % en volume d'alcool.
- Corsendonk Brune est une bière brune de haute fermentation titrant 6,5 % en volume d'alcool.
- Corsendonk Premium Pils est une pils titrant 5 % en volume d'alcool.